# 요시다 시게루
요시다 시게루(일본어: 吉田 茂, 1878년 9월 28일 ~ 1967년 10월 20일)는 일본의 외교관이자 정치가로, 일본의 제45·48·49·50·51대 내각총리대신을 지냈다.
그 외에 일본 외무대신, 중의원 의원, 귀족원 의원, 고갓칸 대학 총장, 니쇼가쿠샤 대학 사장을 지낸 그는 전후 혼란스러웠던 복구기에 일본의 안정을 확고하게 하면서, 일본을 다시 전쟁 이전의 번영기로 이끌었다. 대외적으로는 미국 및 서유럽과의 전후 협력의 길을 다져놓았다.
그의 장남은 영문학자 요시다 겐이치, 외손자는 제92대 일본 내각총리대신이었던 아소 다로이다. 2009년 3월 22일에는 그가 살던 저택이 화재로 전소되었다는 소식이 보도되었다.

## 생애

### 어린 시절
요시다는 1878년 도쿄 근처의 요코스카시에서 다케우치 쓰나(竹内綱)의 5남으로 태어났다. 아버지 다케우치 쓰나는 무사 출신의 정치인으로서, 유명한 자유민권운동 활동가 이타가키 다이스케의 심복이기도 했다. 이후 도쿄 제국 대학에서 정치학 교육을 받았고, 러일 전쟁에서 일본이 러시아 제국에 승리를 거둔 후 외교단에 가입하였다.
1930년대 동안에 이탈리아와 영국 주재 일본 대사였으며, 1938년 런던 주재 대사로서 마지막 임명 이후 퇴직하였다. 1930년대를 지나 1940년대 전쟁이 끝나기 전에 요시다는 지속적으로 일본의 제국주의 활동에 참가하였고, 폭탄 투하로부터의 보호를 위한 지하 군비 제조 시설을 건설하는 프로젝트에도 참여하였다.
전후 1945년, 몇 달 간의 징역살이 후에 그는 일본의 주요한 전후의 지도자들 중 하나가 되었다.

### 총리 재임

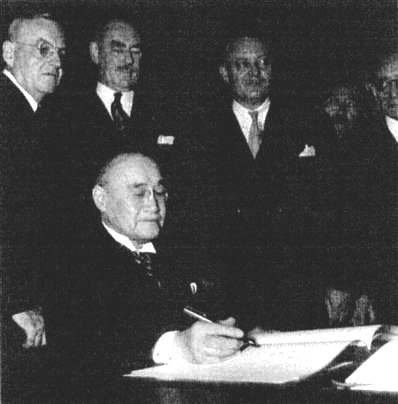
미일 안보 조약에 서명하는 요시다 총리

1946년 5월 22일 요시다는 45대 총리가 되었다. 교육과 정치적 업무를 통하여 얻은 그의 친미적 친영적 관념들과 그의 서방 사회의 상식들은 전후의 연합국 점령지에서 그를 완벽한 후보로 만든 것이다.
1947년 5월 24일에는 선거에 패하여 잠시 가타야마 데쓰에 총리직을 내주었다가 1948년 10월 15일 48대 총리로서 직위에 돌아왔다.
1953년 1월 방미를 위하여 일본에 들른 이승만 대통령과 비공식 회담을 가진 적이 있다.
1954년 여당에 대한 뇌물 의혹 조사를 막기 위해 이누카이 다케루 법무대신에게 지휘권을 발동하게 한 '조선의옥 스캔들'이 발생하여 반대파가 큰 힘을 얻게 되었다. 이 도중에 요시다가 해외 순방을 나가자 반대파가 신 민주당을 성립시켜 불신임이 예상되었고 결국 요시다 내각은 총사퇴했다.
2005년 비밀 취급을 해제한 중앙정보부에 의하면 1952년 하토야마 이치로를 총리로 세우기 위해 요시다를 암살하려는 음모가 있었다고 한다. 그 음모는 일본 제국 육군 사관을 지낸 핫토리 다쿠시로에 의한 것이었으며, 500,000명의 일본 국민들의 지지를 받았다.

## 정책

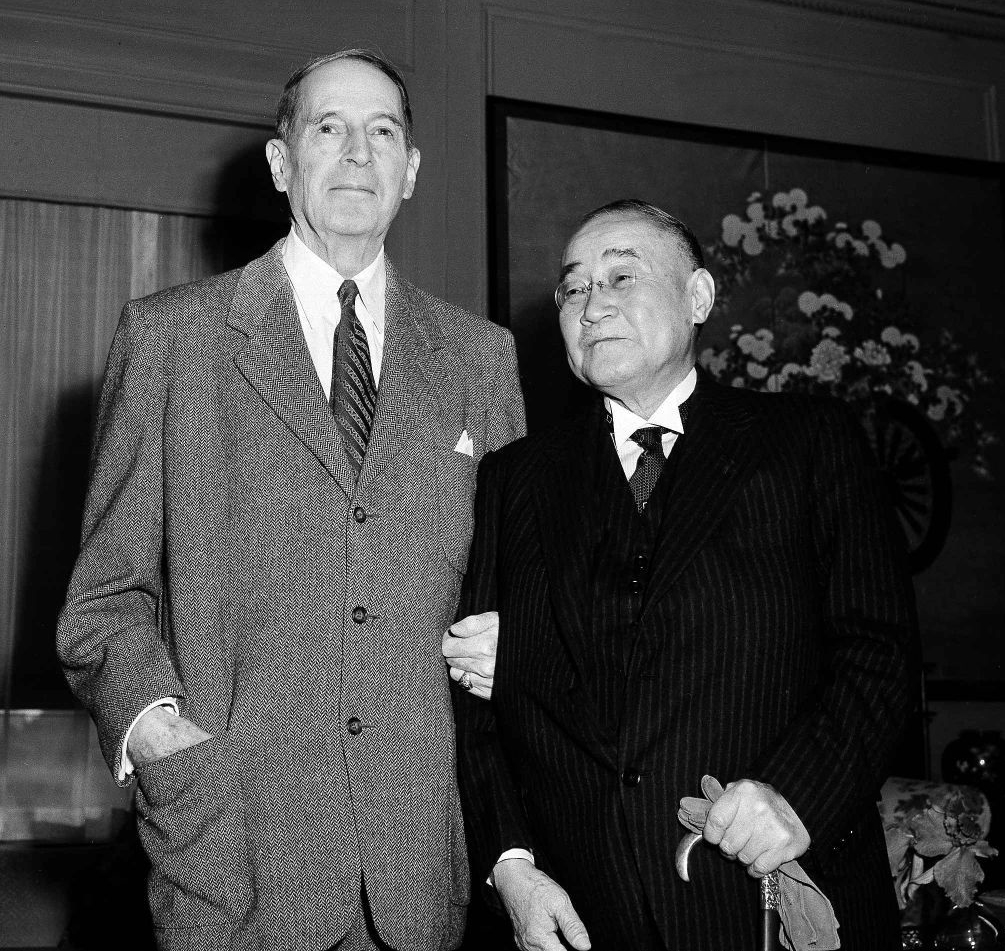
더글러스 맥아더를 방문한 요시다

일본의 경제 회복과 친미 외교를 강조했던 정책들은 요시다 독트린이라 불렸고, 냉전 시기 동안 이어지는 일본의 외교 정책 형성에 영향을 남겼다. 요시다의 지도 아래에 일본은 자신들이 잃은 산업적 시설들을 재건하고 억제되지 않은 경제적 성장을 장려하였다. 이 많은 개념들은 아직도 일본의 정치와 경제 정책들을 채우고 있다. 하지만 1970년대의 환경적 운동, 일본의 거품 경제의 발생과 냉전의 종말 이래에 일본은 자신들의 국가적 목표들을 다시 재정의하기도 했다.
요시다는 선거에서 3번 승리하였다 - 49대: 1949년 2월 16일, 50대: 1952년 10월 30일과 51대: 1953년 5월 21일. 1954년 10월 10일 하토야마 이치로에 의하여 축출되었을 때 그의 권력은 다했다. 이후 요시다는 1963년 일본 국회에서 은퇴하였다.

## 사망
1967년 요시다는 자신의 인생의 대부분 동안 자신이 가톨릭 신자였음을 숨겼으며 자신의 임종에 이르러서야 영세를 받았다. 그의 장례식은 도쿄에 있는 성마리아 성당에서 거행되었다.

## 가계도
| 오쿠보 도시미치 1830년-1878년 일본 초대 내무경                                       | 오쿠보 도시미치 1830년-1878년 일본 초대 내무경                                       | 오쿠보 도시미치 1830년-1878년 일본 초대 내무경                                       | 오쿠보 도시미치 1830년-1878년 일본 초대 내무경                                       | 오쿠보 도시미치 1830년-1878년 일본 초대 내무경                                       | 오쿠보 도시미치 1830년-1878년 일본 초대 내무경                                       |        |        | 미시마 미치쓰네 1835년-1885년 사쓰마번 무사·일본 내무성 관료                       | 미시마 미치쓰네 1835년-1885년 사쓰마번 무사·일본 내무성 관료                       | 미시마 미치쓰네 1835년-1885년 사쓰마번 무사·일본 내무성 관료                       | 미시마 미치쓰네 1835년-1885년 사쓰마번 무사·일본 내무성 관료                       | 미시마 미치쓰네 1835년-1885년 사쓰마번 무사·일본 내무성 관료                       | 미시마 미치쓰네 1835년-1885년 사쓰마번 무사·일본 내무성 관료                       |                                                                                 |                                                                                 |                                                                                 |                                                                                 |                                            |                                            | | | | | | |        |        |                                                    |                                                    |                                                    |                                                    |                                                    |                                                    |                                                 |                                                 |                                                 |                                                 |
| 오쿠보 도시미치 1830년-1878년 일본 초대 내무경                                       | 오쿠보 도시미치 1830년-1878년 일본 초대 내무경                                       | 오쿠보 도시미치 1830년-1878년 일본 초대 내무경                                       | 오쿠보 도시미치 1830년-1878년 일본 초대 내무경                                       | 오쿠보 도시미치 1830년-1878년 일본 초대 내무경                                       | 오쿠보 도시미치 1830년-1878년 일본 초대 내무경                                       |        |        | 미시마 미치쓰네 1835년-1885년 사쓰마번 무사·일본 내무성 관료                       | 미시마 미치쓰네 1835년-1885년 사쓰마번 무사·일본 내무성 관료                       | 미시마 미치쓰네 1835년-1885년 사쓰마번 무사·일본 내무성 관료                       | 미시마 미치쓰네 1835년-1885년 사쓰마번 무사·일본 내무성 관료                       | 미시마 미치쓰네 1835년-1885년 사쓰마번 무사·일본 내무성 관료                       | 미시마 미치쓰네 1835년-1885년 사쓰마번 무사·일본 내무성 관료                       |                                                                                 |                                                                                 |                                                                                 |                                                                                 |                                            |                                            | | | | | | |        |        |                                                    |                                                    |                                                    |                                                    |                                                    |                                                    |                                                 |                                                 |                                                 |                                                 |
| 마키노 노부아키 1861년-1949년 일본 외무대신·농상무대신·문부대신 역임                 | 마키노 노부아키 1861년-1949년 일본 외무대신·농상무대신·문부대신 역임                 | 마키노 노부아키 1861년-1949년 일본 외무대신·농상무대신·문부대신 역임                 | 마키노 노부아키 1861년-1949년 일본 외무대신·농상무대신·문부대신 역임                 | 마키노 노부아키 1861년-1949년 일본 외무대신·농상무대신·문부대신 역임                 | 마키노 노부아키 1861년-1949년 일본 외무대신·농상무대신·문부대신 역임                 |        |        | 미네코                                                                             | 미네코                                                                             | 미네코                                                                             | 미네코                                                                             | 미네코                                                                             | 미네코                                                                             |                                                                                 |                                                                                 |                                                                                 |                                                                                 |                                            |                                            | 아소 다키치 1857년-1933년 아소 상점 사장, 석탄 광업 협회 회장, 규슈 수력 전기 사장, 중의원 의원, 귀족원 고액 납세자 의원 | 아소 다키치 1857년-1933년 아소 상점 사장, 석탄 광업 협회 회장, 규슈 수력 전기 사장, 중의원 의원, 귀족원 고액 납세자 의원 | 아소 다키치 1857년-1933년 아소 상점 사장, 석탄 광업 협회 회장, 규슈 수력 전기 사장, 중의원 의원, 귀족원 고액 납세자 의원 | 아소 다키치 1857년-1933년 아소 상점 사장, 석탄 광업 협회 회장, 규슈 수력 전기 사장, 중의원 의원, 귀족원 고액 납세자 의원 | 아소 다키치 1857년-1933년 아소 상점 사장, 석탄 광업 협회 회장, 규슈 수력 전기 사장, 중의원 의원, 귀족원 고액 납세자 의원 | 아소 다키치 1857년-1933년 아소 상점 사장, 석탄 광업 협회 회장, 규슈 수력 전기 사장, 중의원 의원, 귀족원 고액 납세자 의원 |        |        |                                                    |                                                    |                                                    |                                                    |                                                    |                                                    |                                                 |                                                 |                                                 |                                                 |
| 마키노 노부아키 1861년-1949년 일본 외무대신·농상무대신·문부대신 역임                 | 마키노 노부아키 1861년-1949년 일본 외무대신·농상무대신·문부대신 역임                 | 마키노 노부아키 1861년-1949년 일본 외무대신·농상무대신·문부대신 역임                 | 마키노 노부아키 1861년-1949년 일본 외무대신·농상무대신·문부대신 역임                 | 마키노 노부아키 1861년-1949년 일본 외무대신·농상무대신·문부대신 역임                 | 마키노 노부아키 1861년-1949년 일본 외무대신·농상무대신·문부대신 역임                 |        |        | 미네코                                                                             | 미네코                                                                             | 미네코                                                                             | 미네코                                                                             | 미네코                                                                             | 미네코                                                                             |                                                                                 |                                                                                 |                                                                                 |                                                                                 |                                            |                                            | 아소 다키치 1857년-1933년 아소 상점 사장, 석탄 광업 협회 회장, 규슈 수력 전기 사장, 중의원 의원, 귀족원 고액 납세자 의원 | 아소 다키치 1857년-1933년 아소 상점 사장, 석탄 광업 협회 회장, 규슈 수력 전기 사장, 중의원 의원, 귀족원 고액 납세자 의원 | 아소 다키치 1857년-1933년 아소 상점 사장, 석탄 광업 협회 회장, 규슈 수력 전기 사장, 중의원 의원, 귀족원 고액 납세자 의원 | 아소 다키치 1857년-1933년 아소 상점 사장, 석탄 광업 협회 회장, 규슈 수력 전기 사장, 중의원 의원, 귀족원 고액 납세자 의원 | 아소 다키치 1857년-1933년 아소 상점 사장, 석탄 광업 협회 회장, 규슈 수력 전기 사장, 중의원 의원, 귀족원 고액 납세자 의원 | 아소 다키치 1857년-1933년 아소 상점 사장, 석탄 광업 협회 회장, 규슈 수력 전기 사장, 중의원 의원, 귀족원 고액 납세자 의원 |        |        |                                                    |                                                    |                                                    |                                                    |                                                    |                                                    |                                                 |                                                 |                                                 |                                                 |
|                                                                                      |                                                                                      |                                                                                      |                                                                                      |                                                                                      |                                                                                      |        |        |                                                                                    |                                                                                    |                                                                                    |                                                                                    |                                                                                    |                                                                                    |                                                                                 |                                                                                 |                                                                                 |                                                                                 |                                            |                                            | | | | | | |        |        |                                                    |                                                    |                                                    |                                                    |                                                    |                                                    |                                                 |                                                 |                                                 |                                                 |
|                                                                                      |                                                                                      |                                                                                      |                                                                                      | 유키코                                                                               | 유키코                                                                               | 유키코 | 유키코 | 유키코                                                                             | 유키코                                                                             |                                                                                    |                                                                                    | 요시다 시게루 1878년-1969년 일본 외무대신, 제45·48·49·50·51대 일본 내각총리대신    | 요시다 시게루 1878년-1969년 일본 외무대신, 제45·48·49·50·51대 일본 내각총리대신    | 요시다 시게루 1878년-1969년 일본 외무대신, 제45·48·49·50·51대 일본 내각총리대신 | 요시다 시게루 1878년-1969년 일본 외무대신, 제45·48·49·50·51대 일본 내각총리대신 | 요시다 시게루 1878년-1969년 일본 외무대신, 제45·48·49·50·51대 일본 내각총리대신 | 요시다 시게루 1878년-1969년 일본 외무대신, 제45·48·49·50·51대 일본 내각총리대신 |                                            |                                            | 아소 다로 | 아소 다로 | 아소 다로 | 아소 다로 | 아소 다로 | 아소 다로 |        |        |                                                    |                                                    |                                                    |                                                    |                                                    |                                                    |                                                 |                                                 |                                                 |                                                 |
|                                                                                      |                                                                                      |                                                                                      |                                                                                      | 유키코                                                                               | 유키코                                                                               | 유키코 | 유키코 | 유키코                                                                             | 유키코                                                                             |                                                                                    |                                                                                    | 요시다 시게루 1878년-1969년 일본 외무대신, 제45·48·49·50·51대 일본 내각총리대신    | 요시다 시게루 1878년-1969년 일본 외무대신, 제45·48·49·50·51대 일본 내각총리대신    | 요시다 시게루 1878년-1969년 일본 외무대신, 제45·48·49·50·51대 일본 내각총리대신 | 요시다 시게루 1878년-1969년 일본 외무대신, 제45·48·49·50·51대 일본 내각총리대신 | 요시다 시게루 1878년-1969년 일본 외무대신, 제45·48·49·50·51대 일본 내각총리대신 | 요시다 시게루 1878년-1969년 일본 외무대신, 제45·48·49·50·51대 일본 내각총리대신 |                                            |                                            | 아소 다로 | 아소 다로 | 아소 다로 | 아소 다로 | 아소 다로 | 아소 다로 |        |        |                                                    |                                                    |                                                    |                                                    |                                                    |                                                    |                                                 |                                                 |                                                 |                                                 |
|                                                                                      |                                                                                      |                                                                                      |                                                                                      |                                                                                      |                                                                                      |        |        |                                                                                    |                                                                                    |                                                                                    |                                                                                    |                                                                                    |                                                                                    |                                                                                 |                                                                                 |                                                                                 |                                                                                 |                                            |                                            | | | | | | |        |        |                                                    |                                                    |                                                    |                                                    |                                                    |                                                    |                                                 |                                                 |                                                 |                                                 |
|                                                                                      |                                                                                      |                                                                                      |                                                                                      |                                                                                      |                                                                                      |        |        |                                                                                    |                                                                                    |                                                                                    |                                                                                    |                                                                                    |                                                                                    |                                                                                 |                                                                                 |                                                                                 |                                                                                 |                                            |                                            | | | | | | |        |        |                                                    |                                                    |                                                    |                                                    |                                                    |                                                    |                                                 |                                                 |                                                 |                                                 |
| 요시다 겐이치 1912년-1977년 영문학 번역가, 비평가, 소설가                            | 요시다 겐이치 1912년-1977년 영문학 번역가, 비평가, 소설가                            | 요시다 겐이치 1912년-1977년 영문학 번역가, 비평가, 소설가                            | 요시다 겐이치 1912년-1977년 영문학 번역가, 비평가, 소설가                            | 요시다 겐이치 1912년-1977년 영문학 번역가, 비평가, 소설가                            | 요시다 겐이치 1912년-1977년 영문학 번역가, 비평가, 소설가                            |        |        | 가즈코                                                                             | 가즈코                                                                             | 가즈코                                                                             | 가즈코                                                                             | 가즈코                                                                             | 가즈코                                                                             |                                                                                 |                                                                                 |                                                                                 |                                                                                 |                                            |                                            | 아소 다카키치 1911년-1980년 사업가, 정치인, 아소 시멘트 회장                                                             | 아소 다카키치 1911년-1980년 사업가, 정치인, 아소 시멘트 회장                                                             | 아소 다카키치 1911년-1980년 사업가, 정치인, 아소 시멘트 회장                                                             | 아소 다카키치 1911년-1980년 사업가, 정치인, 아소 시멘트 회장                                                             | 아소 다카키치 1911년-1980년 사업가, 정치인, 아소 시멘트 회장                                                             | 아소 다카키치 1911년-1980년 사업가, 정치인, 아소 시멘트 회장                                                             |        |        | 스즈키 젠코 1911년-2004년 제70대 일본 내각총리대신 | 스즈키 젠코 1911년-2004년 제70대 일본 내각총리대신 | 스즈키 젠코 1911년-2004년 제70대 일본 내각총리대신 | 스즈키 젠코 1911년-2004년 제70대 일본 내각총리대신 | 스즈키 젠코 1911년-2004년 제70대 일본 내각총리대신 | 스즈키 젠코 1911년-2004년 제70대 일본 내각총리대신 |                                                 |                                                 |                                                 |                                                 |
| 요시다 겐이치 1912년-1977년 영문학 번역가, 비평가, 소설가                            | 요시다 겐이치 1912년-1977년 영문학 번역가, 비평가, 소설가                            | 요시다 겐이치 1912년-1977년 영문학 번역가, 비평가, 소설가                            | 요시다 겐이치 1912년-1977년 영문학 번역가, 비평가, 소설가                            | 요시다 겐이치 1912년-1977년 영문학 번역가, 비평가, 소설가                            | 요시다 겐이치 1912년-1977년 영문학 번역가, 비평가, 소설가                            |        |        | 가즈코                                                                             | 가즈코                                                                             | 가즈코                                                                             | 가즈코                                                                             | 가즈코                                                                             | 가즈코                                                                             |                                                                                 |                                                                                 |                                                                                 |                                                                                 |                                            |                                            | 아소 다카키치 1911년-1980년 사업가, 정치인, 아소 시멘트 회장                                                             | 아소 다카키치 1911년-1980년 사업가, 정치인, 아소 시멘트 회장                                                             | 아소 다카키치 1911년-1980년 사업가, 정치인, 아소 시멘트 회장                                                             | 아소 다카키치 1911년-1980년 사업가, 정치인, 아소 시멘트 회장                                                             | 아소 다카키치 1911년-1980년 사업가, 정치인, 아소 시멘트 회장                                                             | 아소 다카키치 1911년-1980년 사업가, 정치인, 아소 시멘트 회장                                                             |        |        | 스즈키 젠코 1911년-2004년 제70대 일본 내각총리대신 | 스즈키 젠코 1911년-2004년 제70대 일본 내각총리대신 | 스즈키 젠코 1911년-2004년 제70대 일본 내각총리대신 | 스즈키 젠코 1911년-2004년 제70대 일본 내각총리대신 | 스즈키 젠코 1911년-2004년 제70대 일본 내각총리대신 | 스즈키 젠코 1911년-2004년 제70대 일본 내각총리대신 |                                                 |                                                 |                                                 |                                                 |
|                                                                                      |                                                                                      |                                                                                      |                                                                                      |                                                                                      |                                                                                      |        |        |                                                                                    |                                                                                    |                                                                                    |                                                                                    |                                                                                    |                                                                                    |                                                                                 |                                                                                 |                                                                                 |                                                                                 |                                            |                                            | | | | | | |        |        |                                                    |                                                    |                                                    |                                                    |                                                    |                                                    |                                                 |                                                 |                                                 |                                                 |
|                                                                                      |                                                                                      |                                                                                      |                                                                                      |                                                                                      |                                                                                      |        |        |                                                                                    |                                                                                    |                                                                                    |                                                                                    |                                                                                    |                                                                                    |                                                                                 |                                                                                 |                                                                                 |                                                                                 |                                            |                                            | | | | | | |        |        |                                                    |                                                    |                                                    |                                                    |                                                    |                                                    |                                                 |                                                 |                                                 |                                                 |
| 미카사노미야 도모히토 친왕 1946년-2012년 미카사노미야 다카히토 친왕의 아들           | 미카사노미야 도모히토 친왕 1946년-2012년 미카사노미야 다카히토 친왕의 아들           | 미카사노미야 도모히토 친왕 1946년-2012년 미카사노미야 다카히토 친왕의 아들           | 미카사노미야 도모히토 친왕 1946년-2012년 미카사노미야 다카히토 친왕의 아들           | 미카사노미야 도모히토 친왕 1946년-2012년 미카사노미야 다카히토 친왕의 아들           | 미카사노미야 도모히토 친왕 1946년-2012년 미카사노미야 다카히토 친왕의 아들           |        |        | 미카사노미야 노부코 친왕비 1955년- 아소 다카키치의 셋째 딸이자, 아소 다로의 여동생 | 미카사노미야 노부코 친왕비 1955년- 아소 다카키치의 셋째 딸이자, 아소 다로의 여동생 | 미카사노미야 노부코 친왕비 1955년- 아소 다카키치의 셋째 딸이자, 아소 다로의 여동생 | 미카사노미야 노부코 친왕비 1955년- 아소 다카키치의 셋째 딸이자, 아소 다로의 여동생 | 미카사노미야 노부코 친왕비 1955년- 아소 다카키치의 셋째 딸이자, 아소 다로의 여동생 | 미카사노미야 노부코 친왕비 1955년- 아소 다카키치의 셋째 딸이자, 아소 다로의 여동생 |                                                                                 |                                                                                 | 아소 다로 1940년- 제92대 일본 내각총리대신                                      | 아소 다로 1940년- 제92대 일본 내각총리대신                                      | 아소 다로 1940년- 제92대 일본 내각총리대신 | 아소 다로 1940년- 제92대 일본 내각총리대신 | 아소 다로 1940년- 제92대 일본 내각총리대신                                                                               | 아소 다로 1940년- 제92대 일본 내각총리대신                                                                               | | | 지카코 | 지카코 | 지카코 | 지카코 | 지카코                                             | 지카코                                             |                                                    |                                                    | 스즈키 슌이치 1953년- 전 자유민주당 중의원 의원    | 스즈키 슌이치 1953년- 전 자유민주당 중의원 의원    | 스즈키 슌이치 1953년- 전 자유민주당 중의원 의원 | 스즈키 슌이치 1953년- 전 자유민주당 중의원 의원 | 스즈키 슌이치 1953년- 전 자유민주당 중의원 의원 | 스즈키 슌이치 1953년- 전 자유민주당 중의원 의원 |
| 미카사노미야 도모히토 친왕 1946년-2012년 미카사노미야 다카히토 친왕의 아들           | 미카사노미야 도모히토 친왕 1946년-2012년 미카사노미야 다카히토 친왕의 아들           | 미카사노미야 도모히토 친왕 1946년-2012년 미카사노미야 다카히토 친왕의 아들           | 미카사노미야 도모히토 친왕 1946년-2012년 미카사노미야 다카히토 친왕의 아들           | 미카사노미야 도모히토 친왕 1946년-2012년 미카사노미야 다카히토 친왕의 아들           | 미카사노미야 도모히토 친왕 1946년-2012년 미카사노미야 다카히토 친왕의 아들           |        |        | 미카사노미야 노부코 친왕비 1955년- 아소 다카키치의 셋째 딸이자, 아소 다로의 여동생 | 미카사노미야 노부코 친왕비 1955년- 아소 다카키치의 셋째 딸이자, 아소 다로의 여동생 | 미카사노미야 노부코 친왕비 1955년- 아소 다카키치의 셋째 딸이자, 아소 다로의 여동생 | 미카사노미야 노부코 친왕비 1955년- 아소 다카키치의 셋째 딸이자, 아소 다로의 여동생 | 미카사노미야 노부코 친왕비 1955년- 아소 다카키치의 셋째 딸이자, 아소 다로의 여동생 | 미카사노미야 노부코 친왕비 1955년- 아소 다카키치의 셋째 딸이자, 아소 다로의 여동생 |                                                                                 |                                                                                 | 아소 다로 1940년- 제92대 일본 내각총리대신                                      | 아소 다로 1940년- 제92대 일본 내각총리대신                                      | 아소 다로 1940년- 제92대 일본 내각총리대신 | 아소 다로 1940년- 제92대 일본 내각총리대신 | 아소 다로 1940년- 제92대 일본 내각총리대신                                                                               | 아소 다로 1940년- 제92대 일본 내각총리대신                                                                               | | | 지카코 | 지카코 | 지카코 | 지카코 | 지카코                                             | 지카코                                             |                                                    |                                                    | 스즈키 슌이치 1953년- 전 자유민주당 중의원 의원    | 스즈키 슌이치 1953년- 전 자유민주당 중의원 의원    | 스즈키 슌이치 1953년- 전 자유민주당 중의원 의원 | 스즈키 슌이치 1953년- 전 자유민주당 중의원 의원 | 스즈키 슌이치 1953년- 전 자유민주당 중의원 의원 | 스즈키 슌이치 1953년- 전 자유민주당 중의원 의원 |
|                                                                                      |                                                                                      |                                                                                      |                                                                                      |                                                                                      |                                                                                      |        |        |                                                                                    |                                                                                    |                                                                                    |                                                                                    |                                                                                    |                                                                                    |                                                                                 |                                                                                 |                                                                                 |                                                                                 |                                            |                                            | | | | | | |        |        |                                                    |                                                    |                                                    |                                                    |                                                    |                                                    |                                                 |                                                 |                                                 |                                                 |
|                                                                                      |                                                                                      |                                                                                      |                                                                                      |                                                                                      |                                                                                      |        |        |                                                                                    |                                                                                    |                                                                                    |                                                                                    |                                                                                    |                                                                                    |                                                                                 |                                                                                 |                                                                                 |                                                                                 |                                            |                                            | | | | | | |        |        |                                                    |                                                    |                                                    |                                                    |                                                    |                                                    |                                                 |                                                 |                                                 |                                                 |
| 미카사노미야 아키코 여왕 1981년- 옥스퍼드 대학에서 미술 관련 논문으로 박사 학위 취득 | 미카사노미야 아키코 여왕 1981년- 옥스퍼드 대학에서 미술 관련 논문으로 박사 학위 취득 | 미카사노미야 아키코 여왕 1981년- 옥스퍼드 대학에서 미술 관련 논문으로 박사 학위 취득 | 미카사노미야 아키코 여왕 1981년- 옥스퍼드 대학에서 미술 관련 논문으로 박사 학위 취득 | 미카사노미야 아키코 여왕 1981년- 옥스퍼드 대학에서 미술 관련 논문으로 박사 학위 취득 | 미카사노미야 아키코 여왕 1981년- 옥스퍼드 대학에서 미술 관련 논문으로 박사 학위 취득 |        |        | 미카사노미야 요코 여왕 1983년-                                                     | 미카사노미야 요코 여왕 1983년-                                                     | 미카사노미야 요코 여왕 1983년-                                                     | 미카사노미야 요코 여왕 1983년-                                                     | 미카사노미야 요코 여왕 1983년-                                                     | 미카사노미야 요코 여왕 1983년-                                                     |                                                                                 |                                                                                 |                                                                                 |                                                                                 |                                            |                                            | | | | | | |        |        |                                                    |                                                    |                                                    |                                                    |                                                    |                                                    |                                                 |                                                 |                                                 |                                                 |

## 같이 보기
- 요시다 독트린
- 반공주의
- 보수합동
- 아소 다로
- 제1차 요시다 내각
- 제2차 요시다 내각
- 제3차 요시다 내각
- 제3차 요시다 내각 제1차 개조내각
- 제3차 요시다 내각 제2차 개조내각
- 제3차 요시다 내각 제3차 개조내각
- 제4차 요시다 내각
- 제5차 요시다 내각